# Cygnus CRS Orb-2
La Cygnus CRS Orb-2, conosciuta anche come Orbital Sciences CRS Flight 2 e Orbital 2, è stata una missione spaziale privata di rifornimento per la Stazione spaziale internazionale, programmata da Orbital ATK per la NASA nell'ambito del programma Commercial Resupply Services, e decollata il 13 luglio 2014. La Cygnus CRS Orb-2 è stata la terza missione orbitale del veicolo spaziale Cygnus, la seconda delle quali avente come cliente la NASA, e il quarto volo del veicolo di lancio Antares.

## Modulo di servizio
La missione CRS Orb-2 è stata la seconda delle otto missioni commissionate alla Orbital Sciences da parte della NASA nell'ambito del contratto Commercial Resupply Services. La missione fu l'ultimo volo del razzo Antares 120, il quale utilizzava il secondo stadio Castor 30B, che avrebbe poi dovuto essere sostituito, a partire dalla successiva Cygnus CRS Orb-3, dal secondo stadio Castor 30XL, facente parte del razzo Antares 130.
Come da tradizione della Orbital Sciences, il modulo era stato battezzato S. S. Janice Voss, in onore dell'astronauta statunitense Janice E. Voss, che, tra il 1993 e il 2000, prese parte a ben cinque missioni dello Shuttle e che morì prematuramente nel 2012 a seguito di un tumore al seno.

## Lancio e svolgimento della missione

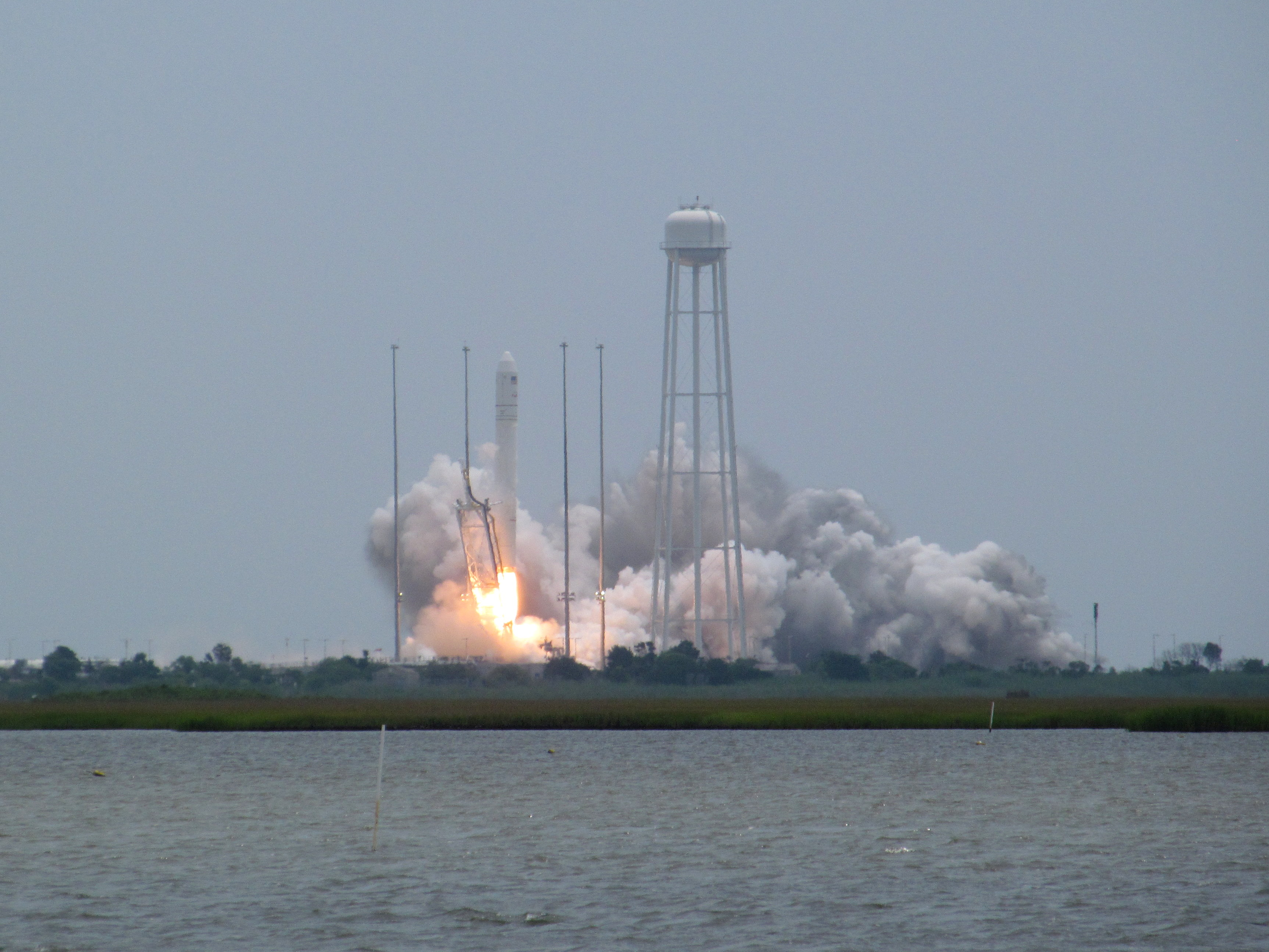
La partenza del razzo Antares 120 con a bordo il modulo Cygnus della missione CRS Orb-2.

Il lancio della missione Cygnus Orb-2 era stato originariamente programmato per il primo giorni di maggio 2014 ma, dopo diverse posticipazioni dovute talvolta al maltempo e talvolta al fallimento dei test di verifica del motore AJ-26, esso avvenne infine solo il 13 luglio, con il razzo Antares 120 che decollò alle 16:52:14 UTC dal sito di lancio numero 0 del Mid-Atlantic Regional Spaceport.
Il 16 luglio 2014 il modulo Cygnus, con a bordo la capsula pressurizzata per immagazzinamento costruita dalla Thales Alenia Space, ha raggiunto la ISS e ha iniziato a condurre una serie di manovre per regolare la propria velocità, altitudine e orientazione con quella della stazione spaziale. Dopo aver raggiunto il punto di cattura, cosa che il modulo fece per la prima volta autonomamente fino a 12  m di distanza dalla ISS, alle 10:36 UTC il veicolo è stato preso dal Canadarm2, comandato dal personale a terra del Johnson Space Center, e infine, alle 12:53 UTC, è stato agganciato al modulo Harmony.
Il modulo Cygnus della missione è rimasto agganciato alla ISS per poco meno di 30 giorni. Il distacco è avvenuto il 15 agosto 2014 e il veicolo è stato liberato dal Canadarm2 alle 10:40 UTC dello stesso giorno dopo essere stato caricato con circa 1470 kg di spazzatura. Dopo una serie di manovre atte ad allontanarlo dalla stazione spaziale, il Cygnus ha effettuato il suo rientro in atmosfera, avvenuto il 17 agosto 2014 alle 13:22 UTC.

## Carico
Il carico della missione Cygnus Orb-2 aveva un peso totale di 1493,8 kg e comprendeva sia materiale pressurizzato destinato all'interno della Stazione Spaziale Internazionale che alcuni satelliti CubeSat destinati ad essere lanciati dalla ISS.
In particolare il carico era così composto:
- Carico destinato all'interno della ISS:
  - Esperimenti scientifici: 327 kg
  - Rifornimenti per l'equipaggio: 764,2 kg
  - Hardware per la stazione spaziale: 355,1 kg
  - Equipaggiamenti per le attività extraveicolari: 39,4 kg
  - Risorse informatiche: 8,1 kg

Tra il carico destinato ad essere utilizzato a bordo della ISS si possono ricordare i 15 esperimenti progettati da studenti nell'ambito del programma Student Spaceflight Experiments Program e riguardanti diversi ambiti, tra cui la produzione di penicillina e la crescita di piante commestibili a bordo della Stazione Spaziale.
Tra i CubeSat lanciati c'erano poi 28 nanosatelliti della Planet Labs destinati a formare la costellazione Flock-1, utile all'osservazione terrestre per fini commerciali.